# فرط التهيج
الاهتياج أو فرط التهيج هو اضطراب يصيب الجهاز العصبي المركزي ويسمى هذا الاضطراب أيضًا بمرض صانع القبعات المجنون والتسمم بالزئبق، وهو حالة من التغيرات السلوكية مثل سرعة الانفعال وعدم الثقة بالنفس والاكتئاب والفتور والخجل. والتعرض لفترة طويلة إلى أبخرة الزئبق يعتبر من الحالات الخطيرة لأن ذلك يؤدي إلى الهذيان وتغيرات في الشخصية وفقدان الذاكرة.   
والأشخاص المصابين بهذا الاضطراب غالبًا ما يعانون من صعوبة في التواصل مع الآخرين ومن مشاكل جسدية قد تتضمن نقص القوة البدنية والصداع والآلام وعدم انتظام نبضات القلب وارتعاشات عند التعرض للزئبق.
الزئبق هو عنصر عالمي يوجد في التربة والصخور والماء، والأشخاص الذين يتعرضون للزئبق من خلال وظائفهم غالبًا ما يعانون من اضطراب فرط التهيج. والوظائف الأكثر خطورة هي الوظائف التي تتخصص في البناء والصناعة والعمل في المصانع. وهناك بعض الأشكال العنصرية والكيميائية للزئبق مثل بخار الزئبق وميثيل الزئبق والزئبق غير العضوي، وتعتبر هذه الأشكال سامة أكثر من أي شكل آخر كما أن الأشخاص الأكثر تعرضًا للتسمم بالزئبق هم المرضى الذين يعانون من مشاكل في الرئة أو الكلى.
والتسمم بالزئبق هو مرض ليس محصورًا فقط في الأماكن المهنية بل من الممكن أن يتواجد خارجها مثل المنزل. ويعتبر استنشاق بخار الزئبق من الطقوس الثقافية والدينية عند البعض، حيث يتم نثر الزئبق على أرض المنزل أو في السيارة أو في الشمع أو أن يكون ممزوجًا مع العطور. ونتيجةً لانتشار الزئبق، تم فحص خطورة التسمم الناتجة عن ملغم الأسنان، وتبين أنه صالح للاستخدام.
وهذا الاضطراب كان شائعًا بين صانعي القبعات في إنجلترا لكثرة تعرضهم لأبخرة الزئبق سابقًا، وذلك بأنهم كانوا يستخدمونها لتثبيت الصوف وتسمى هذه العملية التلبيد، حيث يُقَص الشعر من جلد الحيوان مثل الأرنب. فتعرض عمال الصناعة إلى هذه الأبخرة نتج عن ظهور عبارة «مجنون كصانع القبعات» حيث يعتقد البعض أن شخصية صانع القبعات المجنون للكاتب لويس كارول في أليس في بلاد العجائب هي مثال لشخص يعاني من هذا الاضطراب ولكن صحة هذه المعلومة ليست مؤكدة، وكانت الشخصية تمثل دور تاجر أثاث غريب الأطوار.

## العلامات والأعراض
التعرض المهني الحاد للزئبق أدى إلى ردات فعل ذهانية مثل الهذيان والهلوسة والميل إلى الانتحار، كما أدى إلى بعض من أعراض الاضطراب الوظيفي طويل المدى حيث تتضمن هذه الأعراض فرط التهيج وسرعة الانفعال والخجل المَرَضي والأرق. ومع التعرض المستمر للزئبق، فإن الرعشة الخفيفة تتطور حيث تتضمن في البداية الأيدي ثم تنتشر إلى الجفون والشفتين واللسان مسببةً بذلك تشنجات عضلية قوية. وتؤثر الرعشة على خط اليد بشكل ملحوظ، وعدم التعرض للزئبق لفترة طويلة يؤدي إلى تراجع أعراض فرط التهيج من ضمنها الرعشة. وقد تبين أن الأعراض تكون غير واضحة إذا تعرض الشخص للزئبق لفترة طويلة، وتتضمن هذه الأعراض الشعور بالتعب وسرعة الانفعال وفقدان الذاكرة وأحلام اليقظة والاكتئاب. (وفقًا لمنظمة الصحة العالمية عام 1976)
 تتضمن آثار التعرض المهني المزمن للزئبق التشوش الذهني والاضطراب العاطفي وضعف العضلات وقد تتضمن أيضًا ضرر عصبي حاد وتلف الكلى بينما الآثار العصبية الحادة تتضمن خرف كورساكف وفرط التهيج وهي عبارة عن مجموعة من الأعراض العصبية مرتبطة بتسمم الزئبق. وقد تتضمن العلامات والأعراض احمرار أصابع الأيدي والأرجل واحمرار الخد والتعرق وفقدان السمع والنزيف من الأذن والفم وفقدان بعض اللواحق مثل الشعر والأسنان والأظافر وانعدام التنسيق وضعف الذاكرة والخجل والأرق والتوتر والرعشات والدوخة.
كشف استقصاء لصانعي القبعات الذين يتعرضون للزئبق في الولايات المتحدة عن علم الأعراض العصبية وتتضمن الرعاش القصدي. وبعد التعرض الحاد لأبخرة الزئبق، تطورت الآثار النفسية لدى صانعي القبعات منها الخجل المرضي وسرعة الانفعال.

## التاريخ بين صانعي القبعات

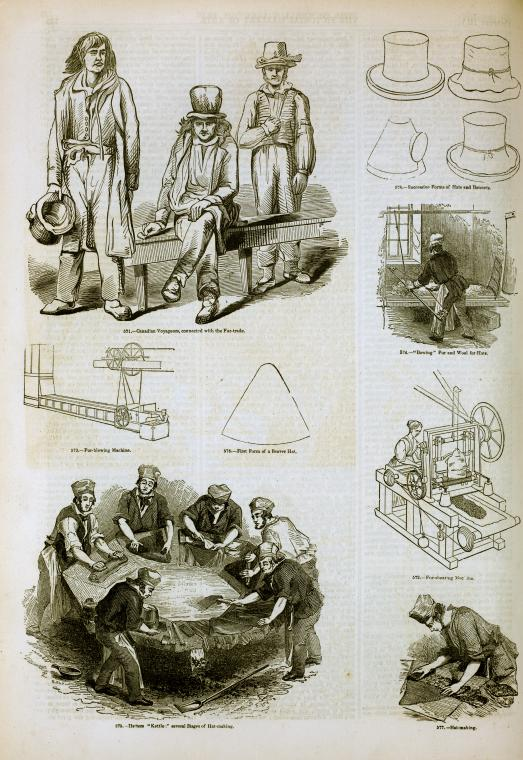
بعض من خطوات صناعة القبعات في عام 1858

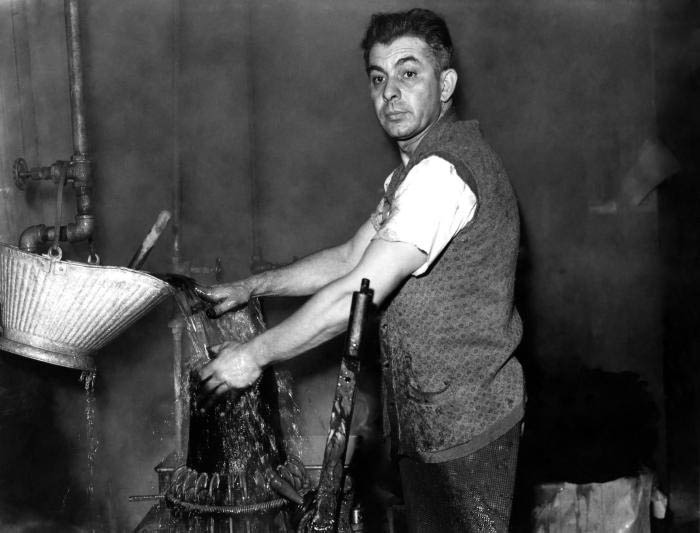
رجل يصنع القبعات بدون أي معدات للوقاية معرضًا نفسه لخطر التسمم بالزئبق

الزئبق غير العضوي بشكل النترات الزئبقية كان يستخدم غالبًا في القرن التاسع عشر لصنع لباد القبعات حيث يتم أخذ الفراء من جلود الحيوانات مثل الأرانب والقنادس وتلبيدها، وكان يستخدم أيضًا محلول ذو لونٍ برتقالي يحتوي على النترات الزئبقية لجعل العملية أكثر سلاسة. ويتشكل اللباد في مخاريط كبيرة ويوضع في مياه مغلية وثم يجف. وفي اللباد المعالج، فإن التفاعل البطيء ينتج زئبق حر متطاير، وصانعي القبعات الذين يتعرضون لأبخرة اللباد المنقح غالبًا ما يعملون في المناطق المحصورة.
يعتقد أن استخدام الزئبق في صناعة القبعات كان معتمدًا من قبل المسيحيين الفرنسيين في القرن السابع عشر، وحينها كان خطر التعرض للزئبق معروفًا، ولكن هذه العملية بقيت سرًا في فرنسا بسبب أن صناعة القبعات أصبحت وظيفة خطرة. وفي نهاية القرن السابع عشر، أفشى المسيحيون الفرنسيون بسرهم إلى إنجلترا وذلك بعد إلغاء مرسوم فونتيبلو، بينما في العصر الفيكتوري، أصبحت وعكة صانعي القبعات تعبير شائع، فانتشر التعبير «مجنون كصانع القبعات».
وظهر أول وصف لأعراض التسمم بالزئبق بين صانعي القبعات في سانت بطرسبرغ في روسيا عام 1829. وأما في الولايات المتحدة، فتم نشر وصف مهني لتسمم الزئبق بين صانعي قبعات نيو جيرسي بواسطة اديسون فريمان في عام 1860.
ونشرت عيادة الطبيب أدولف كوسمال وصف تسمم الزئبق في عام 1861 ولكنه لم يذكر صانعي القبعات، بل تضمن حالة تم الإبلاغ عنها في عام 1845 لفتاة باريسية عانت من التشجنات لمدة عامين متتالين وتعالجت بالأفيون، بينما في بريطانيا، أعلن أخصائي السموم الفريد تايلور تواجد المرض بين صانعي القبعات في عام 1864.
وفي عام 1869، أوضحت اكاديمية الطب الفرنسية المخاطر الصحية التي يتعرض لها صانعي القبعات وظهرت بدائل أخرى للزئبق لاستخدامها في صناعة القبعات في عام 1874. وأما في الولايات المتحدة، فكانت هناك عملية مسجلة تعتمد على الهيدروكلوريد للحد من استخدام الزئبق في عام 1888 ولكن تم تجاهلها. وأما في عام 1898، صدر تشريع في فرنسا لحماية صانعي القبعات من التعرض للزئبق، وبحلول نهاية القرن العشرين، أصبح التسمم بالزئبق بين صانعي القبعات البريطانيين أمرًا نادرًا.
في الولايات المتحدة، استمر استخدام الزئبق حتى نهاية عام 1941، وبعد ذلك لجأوا إلى المعادن الثقيلة لصناعة المتفجرات في الحرب. وبالتالي، فإن التسمم بالزئبق ظل شائعًا في صناعة القبعات في القرن العشرين في الولايات المتحدة بما في ذلك تلك الصناعات الموجودة في دانبري. وفي القرن العشرين، تمت دراسة مجموعة من صانعي القبعات المصابين في توسكانا في إيطاليا.

### صانعي قبعات نيو جيرسي
وثقت حرفة صانعي القبعات توثيقًا جيدًا كما استعرضها ريتشارد ويدين وكانت صناعة القبعات تتطور سريعًا في المدن مثل نيوارك وأورنج وبلومفيلد في عام 1860، فنشر طبيب يدعى اديسون فريمان مقالاً بعنوان «مرض الزئبق بين صانعي القبعات» في المعاملات الجمعية الطبية في نيو جيرسي. واحتوى المقال الرائد تأثير تسمم الزئبق المزمن بين العمالة بالإضافة إلى وصف مهني لاستخدام النترات الزئبقية أثناء عملية الصناعة واستنشاق بخار الزئبق. وأختتم فريمان أن «العمل الصحيح لحماية صحة هؤلاء المواطنين هو عدم استخدام الزئبق في صناعة القبعات، وإذا كان من الضروري استخدامه فيجب أن تكون غرفة التشطيب كبيرة وجيدة التهوئة وأن يكون السقف مرتفع» ولكن محاولات فريمان لحمايتهم بائت بالفشل.
كشف فحص عن «مرض الزئبق» والذي أجراه الطبيب دينيس عن 25 شركة حول نيوارك وبالنيابة عن جمعية مقاطعة ايسكس الطبية، فإن 25% من صانعي القبعات يعانون منه من أصل 1,589 شخص. وأدرك دينيس أن نسبة وجود المرض في الفحص كانت قليلة نتيجة لخوف العمال من أن يفصلوا إذا اعترفوا بالمرض. وعلى الرغم من أن دينيس أوصى باستخدام المراوح في مكان العمل، إلا إنه نسب معظم المشاكل الصحية لدى صانعي القبعات بتعاطي الكحول (وبالتالي استخدام حالة السكر في العمالة الوافدة كعذر لتبرير بيئة العمل الضارة التي يوفرها أصحاب العمل)
 عُيِّنَ لورينس فيل، صانع قبعات من مدينة أورنج مفتشًا للمصانع في عام 1883، وبعد ذلك تم تنفيذ بعض التقليصات الطوعية للحد من التعرض للزئبق.
وفي أواخر القرن التاسع عشر، كان مرض السل قضية صحية ملحة بين صانعي القبعات، وأنتشر هذا المرض المعدي في الأماكن المحصورة وغير الصحية التي كان يعمل فيها صانعي القبعات. وفي التقرير السنوي لعام 1889، عبَّر مكتب العمل والصناعات في نيو جيرسي عن التشكيك بهذه الأوضاع.
كانت ثلثا الوفيات المسجلة لصانعي القبعات في نيوارك وأورنج بين عام 1873 و1876 بسبب هذا المرض الرئوي، وكانت الوفيات غالبًا في الرجال دون سن الثلاثين، وارتفعت معدلات الوفيات بسببه واستمرت حتى القرن العشرين. وبالتالي فإن الصحة العامة قامت بعمل حملات للوقاية من مرض السل وانتشاره بين صانعي القبعات مما أدت هذه الحملات إلى حجب قضية التسمم بالزئبق. وعلى سبيل المثال، ستيكلر الذي يعمل بالنيابة عن مجلس الصحة في نيو جيرسي، شجع على الوقاية من مرض السل بين صانعي القبعات ولكنه اعتبر الزئبق أمر «غير شائع» رغم الإبلاغ عن حدوث الرعشات بنسبة من 15% إلى 50% في العمال الذين شملهم الفحص.
واعتبر صانعي القبعات أن الرعشات شيء لا بد منه في وظيفتهم وليس مرض يمكن الوقاية منه، واعلن أصحاب العمل عن جهلهم بالمشكلة. وأجريت دراسة استقصائية على 11 صاحب عمل لأكثر من ألف صانع قبعات في نيوارك وأورنج في عام 1901. حيث وجد ويليام ستينسبي، رئيس مجلس الاحصائيات في نيو جيرسي، أن هناك قلة وعي لأي مرض غريب غير مرض السل والروماتيزم. (رغم أنه لاحظ صاحب عمل أن العمل في التجارة يشجع العمال على الرغبة الملحة لشرب الكحول)
بحلول عام 1934، قدرت مصلحة الصحة العامة في الولايات المتحدة أن 80% من صانعي القبعات الأمريكيين يعانون من رعشات بسبب الزئبق. ومع ذلك، فإن حملات النقابة التجارية (التي تديرها شركة الولايات المتحدة لتشطيب القبعات، والتي أسست عام 1854) لم تحل هذه المشكلة بعكس ما حصل في فرنسا، وبدلًا من ذلك، كانت هناك حاجة إلى الزئبق في المجهود الحربي والذي أدى إلى عدم استخدام النترات الزئبقية في صناعة القبعات في الولايات المتحدة. وفي اجتماع عقدته مصلحة الصحة العامة في 1941، وافق الصناع طوعًا على استخدام بديل للزئبق وهو بيروكسيد الاوكسجين.

### «مجنون كصانع القبعات»

.أطلق لويس كارول أسم صانع القبعات المجنون نسبة إلى متلازمة صانعي القبعات، وتلعب الشخصية دور تاجر أثاث غريب الأطوار.

على الرغم من أن عبارة «مجنون كصانع القبعات» مرتبطة بهذه المتلازمة إلَّا أن صحة هذه المعلومة ليست مؤكدة
تعرض شخصية لويس كارول الشهيرة صانع القبعات المجنون في أليس في بلاد العجائب، وتتميز هذه الشخصية بالسلوك الغريب مثل تناول فنجان الشاي. كان يعلم كارول باضطراب الخرف بين صانعي القبعات ولكنه أستوحى هذه الشخصية الأدبية من ثيوفيلوس كارتر، تاجر أثاث لا تظهر عليه أعراض التسمم بالزئبق.
وقال الممثل جوني ديب عند تصوير أليس في بلاد العجائب أن شخصية صانع القبعات المجنون «كانت مسممة والسم يخرج من الشعر والأظافر والعيون»